# Chavinda
Chavinda là một đô thị thuộc bang Michoacán, México. Năm 2005, dân số của đô thị này là 9616 người.